# 摩伽
摩伽，又作土地宿，是印度占星学二十七宿（纳沙特拉）之一，与中国二十八宿的星宿相对应。
摩伽由计都统治，守护神为Pitrs。它的联络星是轩辕十四（狮子座α）。
传统上，印度人为婴儿取名会以其出生时月亮所在的宿为依据，其名字的首字母是与这一宿对应的四个梵文字母之一。与摩伽相应的梵文字母分别为。